# 栗蜗牛
栗蜗牛（学名：Coniglobus nux nux），是柄眼目坚齿螺科栗蜗牛属的一种。主要分布于台湾，常栖息在为落叶覆盖潮湿的腐殖质土底。